# 597
Cette page concerne l'année 597  du calendrier julien. Pour l'année 597 av. J.-C., voir 597 av. J.-C.
L'année 597 est une année commune qui commence un mardi.

## Événements
- 14 avril, Pâques : la mission grégorienne dirigée par Augustin débarque à l’embouchure de la Tamise[1].
- 1er juin : Augustin obtient la conversion du roi Æthelberht de Kent[1], qui lui fait don du site de la cathédrale de Cantorbéry.
- 22 septembre : les Avars et les Slaves assiègent Thessalonique (ou  en 586)[2].
- Automne : les Avars reprennent les opérations contre l'empire byzantin le long du Danube et en Thrace. Ils assiègent le général byzantin Priscus à Tomis pendant l'hiver, prennent Drizipera (près de l'actuelle Luleburgaz), menacent Constantinople, mais doivent se retirer face à la peste (598)[3].
- 25 décembre : plus de 10 000 Anglais sont baptisés par l'évêque Augustin de Cantorbéry[1].

- Début du  règne en Inde de Mangalesha, roi Châlukya de Vatapi. Il succède à son frère Kirtivarman Ier et continue sa politique de conquête (598-608). Il annexe le port de Revatidvipa (Goa)[4].

## Décès en 597
- Frédégonde, reine de Neustrie, à Paris[5] (née v. 545)

- 9 juin : Le moine Colomba d'Iona (autrement appelé Colomba ou Columb Cille), fondateur du monastère d'Iona, dans les Hébrides intérieures à l'ouest de l'Écosse actuelle, à qui va succéder le prieur du monastère de Hinba, principale dépendance de Iona, aujourd'hui localisée sur l'île de Jura dans les Hébrides, Baithenè.